# Rhodospatha boliviensis
Rhodospatha boliviensis är en kallaväxtart som beskrevs av Adolf Engler och Kurt Krause. Rhodospatha boliviensis ingår i släktet Rhodospatha och familjen kallaväxter.
Artens utbredningsområde är Bolivia. Inga underarter finns listade.